# Білий вибух
«Бі́лий ви́бух» (рос. «Белый взрыв») — радянський художній фільм 1969 року російського режисера Станіслава Говорухіна.

## Сюжет
Дія відбувається в роки німецько-радянської війни у горах Кавказу. Німецькі альпіністи-снайпери з дивізії «Едельвейс» зайняли позицію в горах, з якої обстрілювали біженців і поранених, що переправлялися через хребет. Лейтенант Артем Арсенов (Армен Джигарханян) пропонує рішення: піднятися на вершину і підірвати шапку снігу, щоб лавина, що обрушиться знищила німецькі позиції. Сам він безуспішно намагався підкорити цю вершину в довоєнний час. Для виконання завдання він набирає групу з шести професійних альпіністів, які з боями і великими втратами забираються на важкодоступну вершину.

## У ролях
- Армен Джигарханян — лейтенант Артем Арсенов
- Сергій Никоненко — Микола Спичкін
- Леван Пілпані — Шота Іліані
- Людмила Гурченко — Віра Арсенова
- Анатолій Ігнатьєв — Вадим Баранов
- Федір Одиноков — Семен Іванович
- Бухуті Закариадзе — Тенгіз Олександрович, полковник
- Володимир Висоцький — капітан
- Степан Крилов — комісар
- Микола Федорцов — епізод

## Знімальна група
- Автори сценарію: Едуард Володарський, Станіслав Говорухін
- Режисер-постановник: Станіслав Говорухін
- Оператор-постановник: Василь Кирбижеков
- Композитор: Софія Губайдуліна
- Художник-постановник: Михайло Заяць
- Режисер: В. Сенаткін
- Оператор: Борис Мачерет
- Звукооператор: Г. Коненкін
- Художник по гриму: Григорій Волошин
- Художники по костюмах: Н. Городецька, М. Струтіна
- Режисер монтажу: Валентина Олійник
- Редактор: Василь Решетников
- Асистенти режисера: Н. Криворуков, В. Чабанов
- Асистент художника: Валентин Гідулянов
- Асистент оператора: В. Козелов, К. Кудрявцев
- Консультант з альпінізму: Л. Єлісєєв
- Державний симфонічний оркестр кінематографії, диригент — Володимир Васильєв
- Директор картини: О. Галкін